# Oliden
Oliden é uma localidade do partido de Brandsen, da Província de Buenos Aires, na Argentina. Possui uma população estimada em 152 habitantes (INDEC 2001).